# Mahbub ul Haq
Mahbub ul Haq (født 22. februar 1934 i Jammu, Jammu og Kashmir, død 16. juli 1998 i New York City) var en indflydelsesrig pakistansk økonom, der er mest kendt for at have udviklet HDI (Human Development Index) sammen med Amartya Sen.
ul Haq var uddannet i økonomi fra Trinity College og Yale University. Fra 1970 til 1982 var han politisk direktør i Verdensbanken og derefter finansminister i Pakistan. Fra 1989 var han særlig rådgiver for UNDP og var leder af den stab, der udarbejdede den første Human Development Report fra FN.
| Biografi | Spire Denne biografi er en spire som bør udbygges. Du er velkommen til at hjælpe Wikipedia ved at udvide den. |